# Птолемей Филаделф
Птолемей Филаделф (на старогръцки: Πτολεμαίος Φιλάδελφος, Ptolemaios Philadelphos; * август 36 г. пр. Хр. – вер. 29 г. пр. Хр.) e принц от династията на Птолемеите.

## Биография
Роден е в Антиохия на Оронт в Сирия (днес в Турция). Той е най-малкият син на гръцката Птоломейска царица на Египет Клеопатра VII и римския генерал и триумвир Марк Антоний. По-малък брат е на близнаците Клеопатра Селена и Александър Хелиос. Полубрат е на Птолемей Цезар – единствения останал жив син на Юлий Цезар.
През 34 г. пр. Хр. по време на Александрийските дарения той е на трибуната по време на церемония в Гимназион в Александрия, облечен в македонска царска традиционна носия с диадема, пурпурно палто и бутуши и е обкръжен от пазачи, облечени по македонски. Всички деца на триумвира и египетската царица са обявени за владетели на големи страни. Двегодишният Птолемей Филаделф получава обещани Финикия, Киликия и Сирия западно от Ефрат.
След победата на Октавиан през 31 г. пр. Хр. над Клеопатра и Марк Антоний и след тяхното двойно самоубийство бъдещият римски император не убива малките деца на двойката. Той води обаче Клеопатра Селена и Александър Хелиос по време на своето триумфалното шествие през 29 г. пр. Хр. в Рим. Императорският историк Дион Касий не споменава участието на Птолемей Филаделф.
Трите деца са възпитавани след това от Октавия, сестрата на Октавиан, заедно с нейните собствени деца. По-нататъшната съдба на двамата братя Александър Хелиос и Птолемей Филаделф не е известна. Вероятно е убит през зимата на 29 г. пр. Хр.